# Iwan Szuwałow
Iwan Iwanowicz Szuwałow, ros. Иван Иванович Шувалов (ur. 1 listopada?/12 listopada 1727 w Moskwie, zm. 15 listopada?/26 listopada 1797 w Sankt Petersburgu) – szlachcic rosyjski, generał adiutant (1760), faworyt cesarzowej Elżbiety Romanowej, nazywany powszechnie mecenasem rosyjskiego oświecenia; założyciel Akademii Sztuk Pięknych w Petersburgu oraz współzałożyciel pierwszego rosyjskiego uniwersytetu i teatru; członek Royal Society (1758), wolnomularz.

## U boku cesarzowej Elżbiety
Urodził się w Moskwie jako jedyny syn kapitana Armii Imperium Rosyjskiego. Stracił ojca w wieku 10 lat. Los rodu Szuwałowów odmienił się radykalnie w 1741, kiedy Elżbieta Romanowa uzyskała tytuł cesarzowej z pomocą kuzynów Iwana – Piotra oraz Aleksandra Szuwałowów. W następnym roku wprowadzili oni 14-letniego Iwana jako pazia na dwór cesarski. Około 9 lat później (w 1751 r.) Iwan Szuwałow został mianowany szambelanem, zostając tym samym jednym z najbardziej zaufanych ludzi cesarzowej.
Młody człowiek, dobrze wykształcony i znający cztery języki obce, wyraźnie odróżniał się na tle pozostałych powierników imperatorowej. Nie był zainteresowany zwykłą rozrywką dworu cesarskiego, nie pociągał go taniec, pozostawał obojętny na dworskie flirty. Interesowało go  natomiast życie intelektualne. Szuwałow wolał spędzać czas na czytaniu książek i  myśleniu. Pomimo bliskości z cesarzową, co wpływało na możliwość awansu w służbie i wzbogacenie się, Szuwałowa cechowała skromność w sprawach materialnych. Sama praca sprawiała mu przyjemność i nie widział powodu, by walczyć o awanse. Nie żył jednak w ubóstwie – posiadał rezydencję w Petersburgu i majątek we wsi Bajkowo.
Niektórzy badacze wskazują, że z uwagi na swoją dobroduszną i nieco leniwą naturę nie miał większego wpływu na bieg spraw, a był tylko narzędziem w ręce hrabiego Piotra Szuwałowa. Dziedziną, w której dominował, była nauka i sztuka. Dzięki temu zyskał przydomek „rosyjskiego filantropa” i zapisał się w historii rosyjskiego oświecenia. Łagodny i życzliwy, był wrogiem kłótni; starał się być w dobrych stosunkach ze wszystkimi i nie miał wielu wrogów.
Jego pozycja na dworze cesarskim z biegiem lat stawała się coraz mocniejsza, co było zauważalne szczególnie podczas ostatnich lat panowania Elżbiety, kiedy uzyskał tytuł mistrza petycji kierowanych do cesarzowej, przyćmiewając znaczenie jej kochanka Aleksego Razumowskiego. W tym czasie wszystkie sprawy państwowe przechodziły przez jego ręce. Iwan odrzucił jednak większość honorów, jakimi chciała go obdarzyć caryca, włączając tytuł hrabiego i stopień senatorski. Co więcej nie przyjął daru w wysokości 1 mln rubli, otrzymanego od umierającej Elżbiety – został on przekazany następcy cesarzowej Piotrowi III.

## Mecenas rosyjskiej kutury

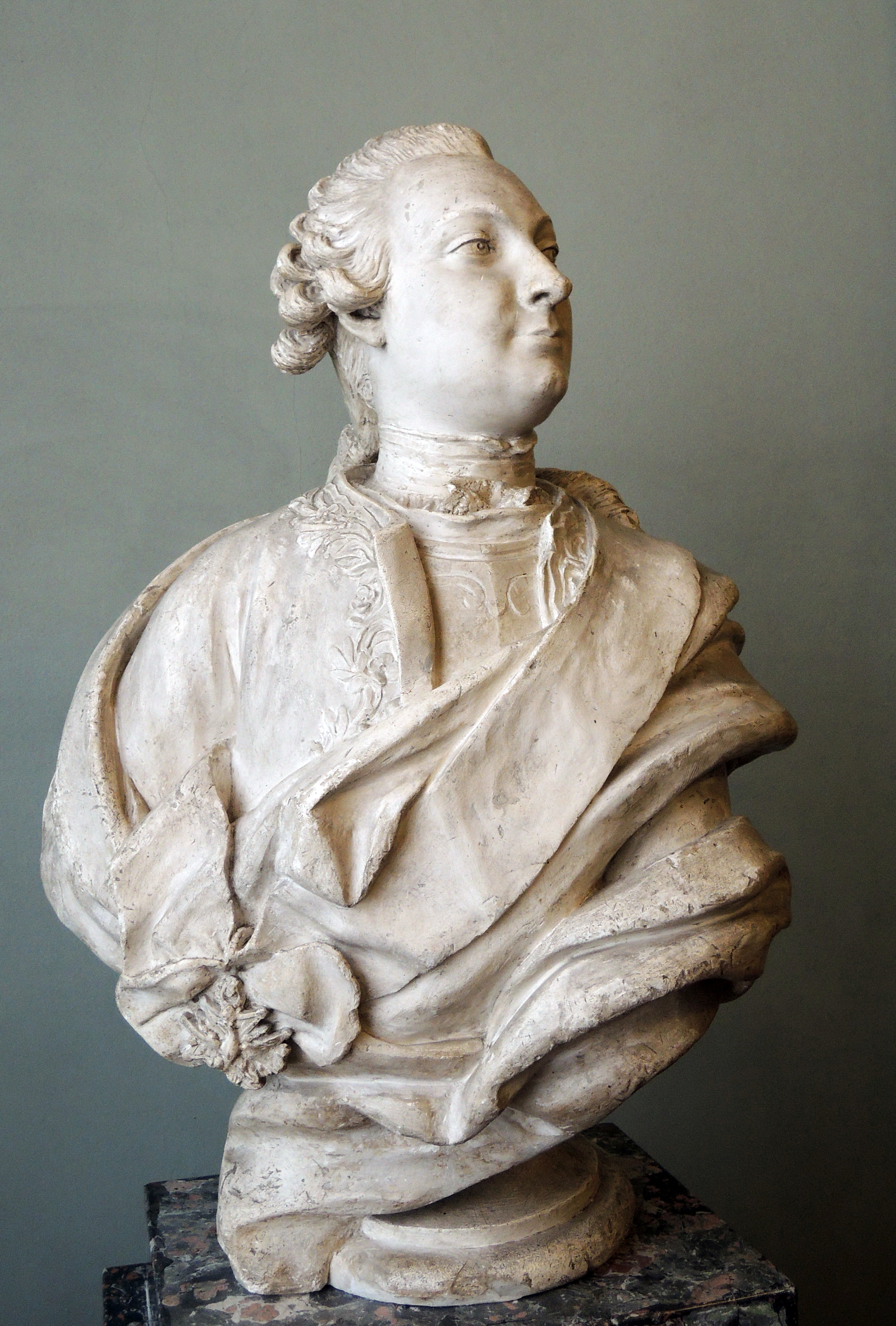
Popiersie Iwana Szuwałowa dłuta Nicolasa-François Gilleta,1760

Zupełnie odmiennie niż egoistycznie myślący faworyci Katarzyny II Wielkiej, Szuwałow postanowił wykorzystać swoją silną pozycję do polepszenia jakości edukacji oraz promocji sztuki w państwie. Stanowiąc wzór oświeconego dworzanina prowadził ożywioną korespondencję z wiodącymi francuskimi myślicielami epoki: Helvétiusem, d’Alembertem, Diderotem oraz Wolterem.
Za panowania Elżbiety Romanowej Rosja, po długiej przerwie, przywróciła stosunki z Francją. Aby jednak zmienić wykształcony na Zachodzie wizerunek, konieczne były przemiany kulturowe, a także propaganda mająca na celu ukazanie Rosji jako narodu oświeconego. Francuscy pisarze bliscy Iwanowi Szuwałowowi odegrali doniosłą rolę w poprawie wizerunku Rosji w Europie Zachodniej, a on sam  pomagał Wolterowi w zbieraniu materiałów potrzebnych do opublikowania jego wielkiego dzieła Histoire de l’empire de Russie sous Pierre le Grand (Historia Imperium Rosyjskiego podczas panowania Piotra Wielkiego). Następnie pomógł w wydaniu tej książki w Rosji.

### Współzałożyciel Uniwersytetu Moskiewskiego
Konsekwencją działalności Szuwałowa na polu kultury, było nawiązanie kontaktów z Michaiłem Łomonosowem, rosyjskim uczonym, który dążył do założenia pierwszego uniwersytetu w Rosji. Łomonosow znalazł w nim lojalnego patrona. 12 stycznia?/23 stycznia 1755 – w dzień imienin matki Szuwałowa, Tatiany Rodionownej – cesarzowa zatwierdziła projekt utworzenia Uniwersytetu Moskiewskiego (który miał być otwarty „dla ludzi wszystkich stanów i profesji”), dlatego też Dzień Tatiany (12 stycznia według kalendarza juliańskiego, według kalendarza gregoriańskiego w XX i XXI w. – 25 stycznia) jest obchodzony jako Dzień Rosyjskich Studentów, upamiętniając datę założenia Uniwersytetu Moskiewskiego. Szuwałow odegrał ogromną rolę w jego powstaniu i rozwoju. Wybierał profesorów, studentów i program nauczania, zajmował się tworzeniem warunków życia i nauki, nadzorował sprawy finansowe uczelni.
Został pierwszym kuratorem uniwersytetu (pełnił tę funkcję w latach 1755–1797) i starał się przyciągać najlepszych naukowców. Jego inicjatywą było założenie gazety uniwersyteckiej o nazwie „Wiadomości Moskiewskie” (ros. Московские ведомости), która od 1756 była drukowana w otwartej przez niego drukarni uniwersyteckiej. Oprócz dwóch gimnazjów, które rozpoczęły działalność w Moskwie, przypisuje się mu również duże zasługi w założeniu pierwszego gimnazjum poza Moskwą i Petersburgiem, które zostało otwarte w 1758 w Kazaniu.

### Założyciel Akademii Sztuk Pięknych

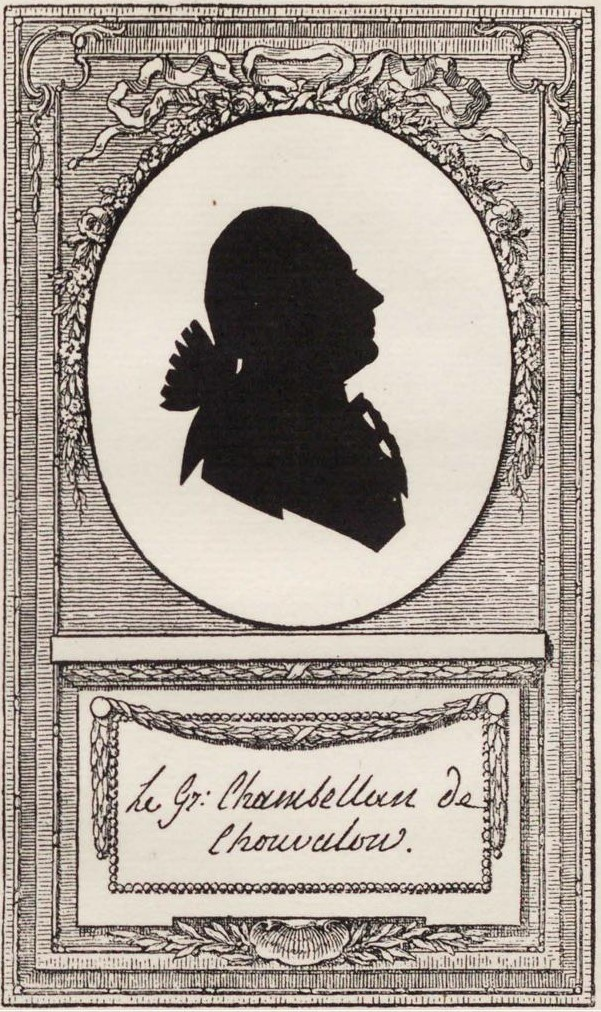
Zarys sylwetki Iwana Szuwałowa, „Dwór carycy Katarzyny II: jej personel i najbliżsi. 189 sylwetek”, Sankt Petersburg 1899

Projekt utworzenia „Akademii Trzech Sztuk” Iwan Szuwałow przedstawił na forum Senatu. Instytucja, z czasem przekształcona w Akademię Sztuk Pięknych, zgodnie z jego koncepcją miała umożliwić edukację utalentowanym chłopcom pochodzącym ze wszystkich stanów społeczeństwa. Propozycja spotkała się z pozytywnym odbiorem i w 1757 r. nowa placówka edukacyjna rozpoczęła funkcjonowanie. Pierwszym jej rektorem został Iwan Szuwałow. We wczesnych latach akademia funkcjonowała jako jednostka Uniwersytetu Moskiewskiego w związku z tym, że początkowo zakładano, że jej siedziba będzie się mieścić w Moskwie. Okazało się jednak, że najlepsi zagraniczni artyści nie chcą jechać do Moskwy. W ten sposób sprawa lokalizacji została ostatecznie rozwiązana. Szuwałow podarował akademii swoją znakomitą bibliotekę, kolekcję obrazów, rycin, odlewów dzieł sztuki starożytnej i zachodnioeuropejskiej. Przedmioty te stały się eksponatami pierwszego muzeum sztuki stworzonego w akademii, będącego jednocześnie pierwszym muzeum sztuki w Rosji (dziś są przechowywane w Ermitażu). W związku z brakiem wolnych pomieszczeń publicznych, początkowo zajęcia odbywały się w pałacu Szuwałowa przy ul. Małej Sadowej. W tym okresie mecenas rosyjskiego oświecenia fundował nawet pensje zagranicznym nauczycielom.
Pierwszych 16 studentów (mężczyzn) wybrano spośród uczniów gimnazjum przy Uniwersytecie Moskiewskim. Przy ich doborze Szuwałow zwracał uwagę przede wszystkim na umiejętności kandydatów, a nie na ich pochodzenie, tak więc niektórzy studenci pochodzili z rodzin żołnierskich i chłopskich. Już w inauguracyjnym naborze znaleźli się uczniowie, którzy po latach sławili rosyjską kulturę i sztukę – rzeźbiarz Fiedot Szubin, malarze Fiodor Rokotow i Anton Łosienko, jak również architekci – Wasilij Bażenow i Iwan Starow. W pierwszych latach w Akademii wykładali głównie nauczyciele z zagranicy, ale z czasem akademickimi nauczycielami zostali także rosyjscy mistrzowie. Wśród nich był Michaił Łomonosow, który otrzymał tytuł honorowego akademika( (był on liderem grupy artystów, którzy zasłynęli z tworzenia najwyższej klasy obrazów mozaikowych, o walorach porównywalnych z najlepszymi dziełami malarstwa).
Szuwałow osobiście kupił przedmioty niezbędne do prowadzenia zajęć i podarował instytucji dużą kolekcję obrazów. Otoczył opieką uczniów i zajmował się wyszukiwaniem nowych talentów. Przykładowo dostrzegł nieprzeciętne umiejętności przyszłego rzeźbiarza Fiedota Szubina (syna chłopa), który z rekomendacją Szuwałowa został przyjęty do Akademii Sztuk Pięknych.
Po wstąpieniu na tron carycy Katarzyny II ambitny projekt edukacyjny nadal się rozwijał, a w 1764 r. na mocy dekretu władczyni nadała akademii status cesarski. W tym samym czasie na Wyspie Wasylewskiej rozpoczęła się budowa wspaniałego budynku w stylu klasycystycznym, zaprojektowanego przez Jean-Baptiste’a Vallina de la Mothe’a i Aleksandra Kokorinowa.

### Mecenas rosyjskiego teatru
Iwan Szuwałow przyczynił się również do powstania rosyjskiego teatru. W październiku 1756 cesarzowa Elżbieta nakazała założenie teatru rosyjskieg, którego dyrekcję powierzyła Aleksandrowi Sumarokowowi. Pierwszy teatr publiczny został otwarty w Petersburgu. Początkowo aktorzy i pracownicy byli rekrutowani przez Uniwersytet Moskiewski, a informacje o naborze były publikowane w gazecie „Wiadomości Moskiewskie”.

## Po śmierci cesarzowej Elżbiety
Śmierć cesarzowej Elżbiety Romanowej w 1762 zmieniła pozycję Szuwałowa. Piotr III mianował go dowódcą Lądowego Korpusu Kadetów (w latach 1743–1766 tę nazwą określany był Pierwszy Korpus Kadetów – ros. Сухопутный кадетский корпус), ale Prusacy widzieli w nim swojego głównego wroga i starali się zwrócić cesarza przeciwko niemu. Po przewrocie pałacowym w 1762 Szuwałow natychmiast przysiągł wierność Katarzynie II, ale na dworze czołowe pozycje zajęli nowi ludzie lub wrogowie Szuwałowa, a on sam wyjechał z Rosji, spędzając 14 lat za granicą – we Włoszech i Francji. Z czasem imperatorowa zaczęła wydawać mu polecenia (misje do wykonania); w 1773 został awansowany na p.o. tajnego radcy (ros. тайный советник), a kiedy w 1777 powrócił do Rosji, cesarzowa powitała go jako „drogiego gościa” i nadała mu tytuł naczelnego szambelana i ordery św. Andrzeja i św. Włodzimierza. Ponadto stał się jej stałym partnerem w grach karcianych i towarzyszył jej w wyprawach na Krym.
Pomimo jego skromności, już za życia towarzyszyła mu sława najmądrzejszego, najbardziej wykształconego i szlachetnego człowieka, która nie opuściła go także po jego śmierci.
Iwan Szuwałow zmarł 15 listopada?/26 listopada 1727 w Sankt Petersburgu.

## Fotogaleria

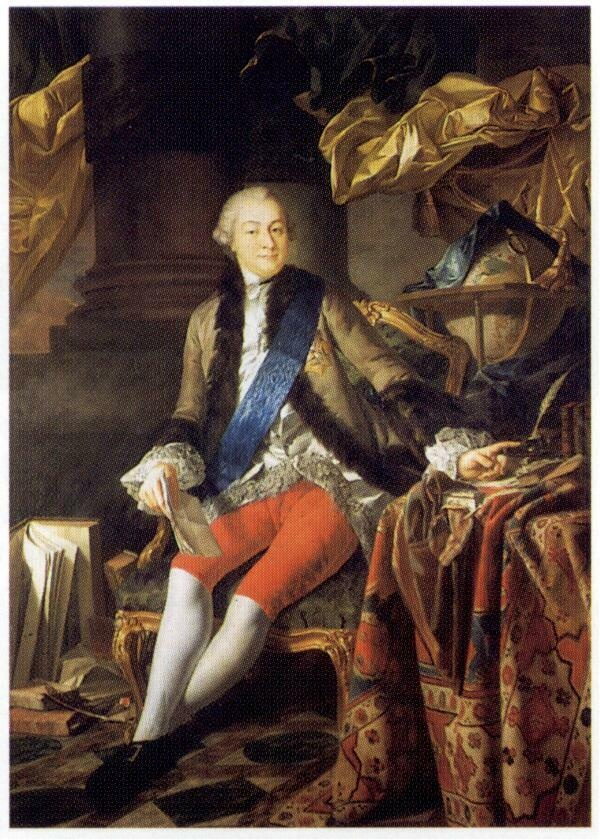
Portret Iwana Szuwałowa autorstwa Jeana Louisa de Velly’ego (lata 50. XVIII w.), Państwowe Muzeum Rosyjskie
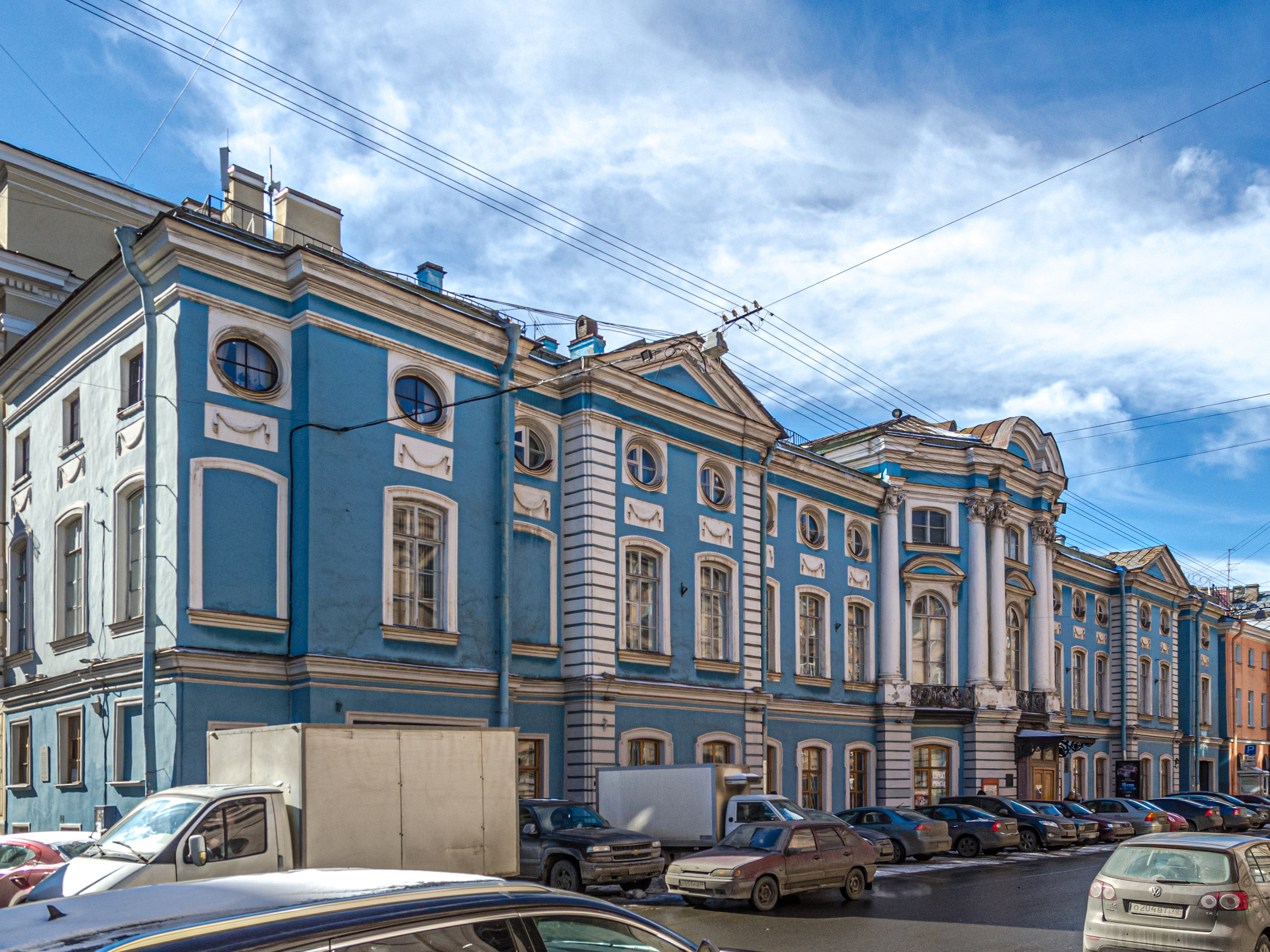
Pałac Szuwałowa przy ul. Małej Sadowej w Petersburgu, który pełnił funkcję pierwszej (tymczasowej) siedziby Akademii Sztuk Pięknych (budynek gruntownie przebudowany na zlecenie Iwana Szuwałowa w latach 1753–1755)
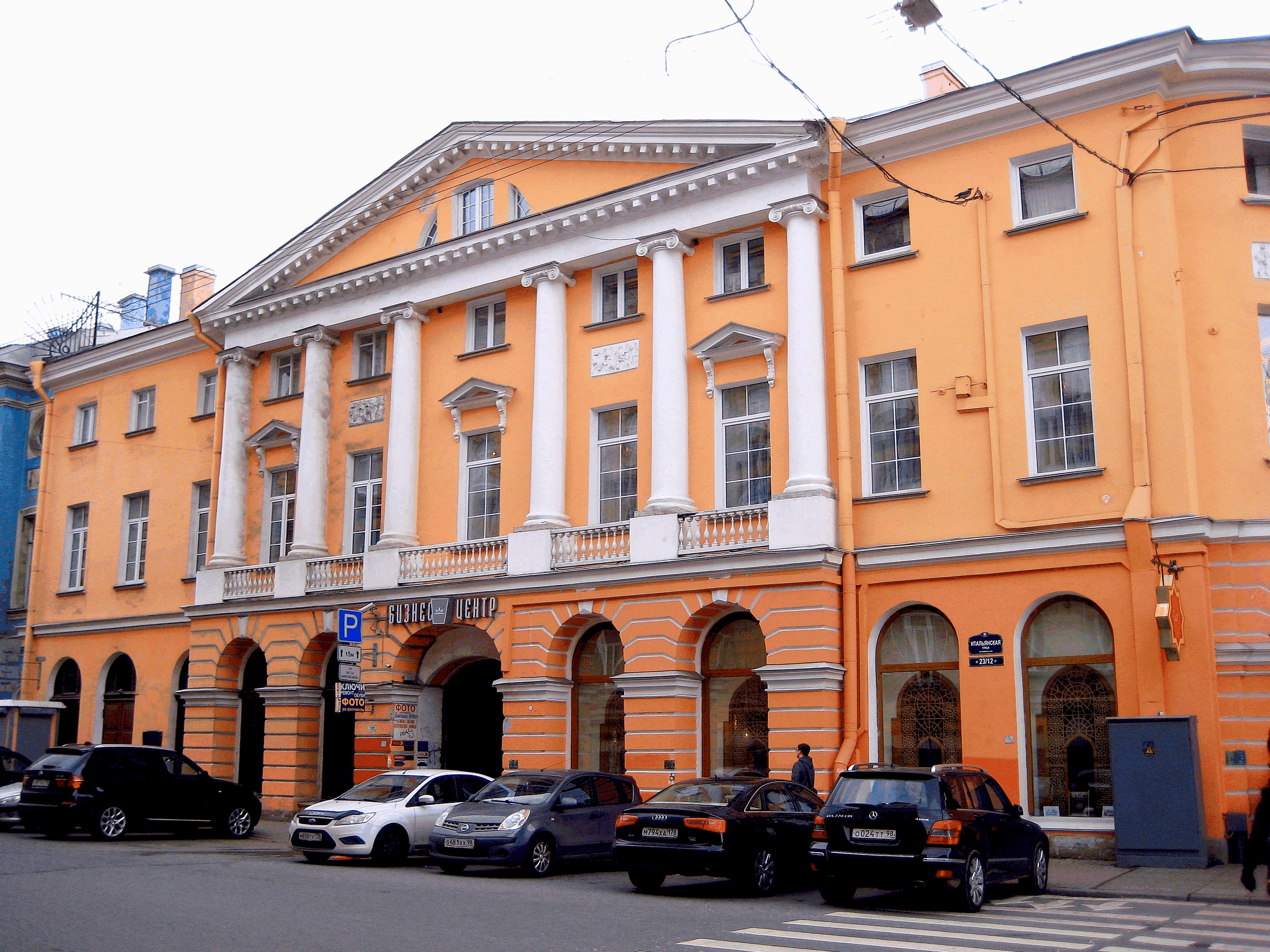
Dom z czterema kolumnadami przy skrzyżowaniu ul. Sadowej i Włoskiej w Sankt Petersburgu, zbudowany na polecenie Iwana Szuwałowa w latach 1750–1760 w stylu rosyjskiego klasycyzmu
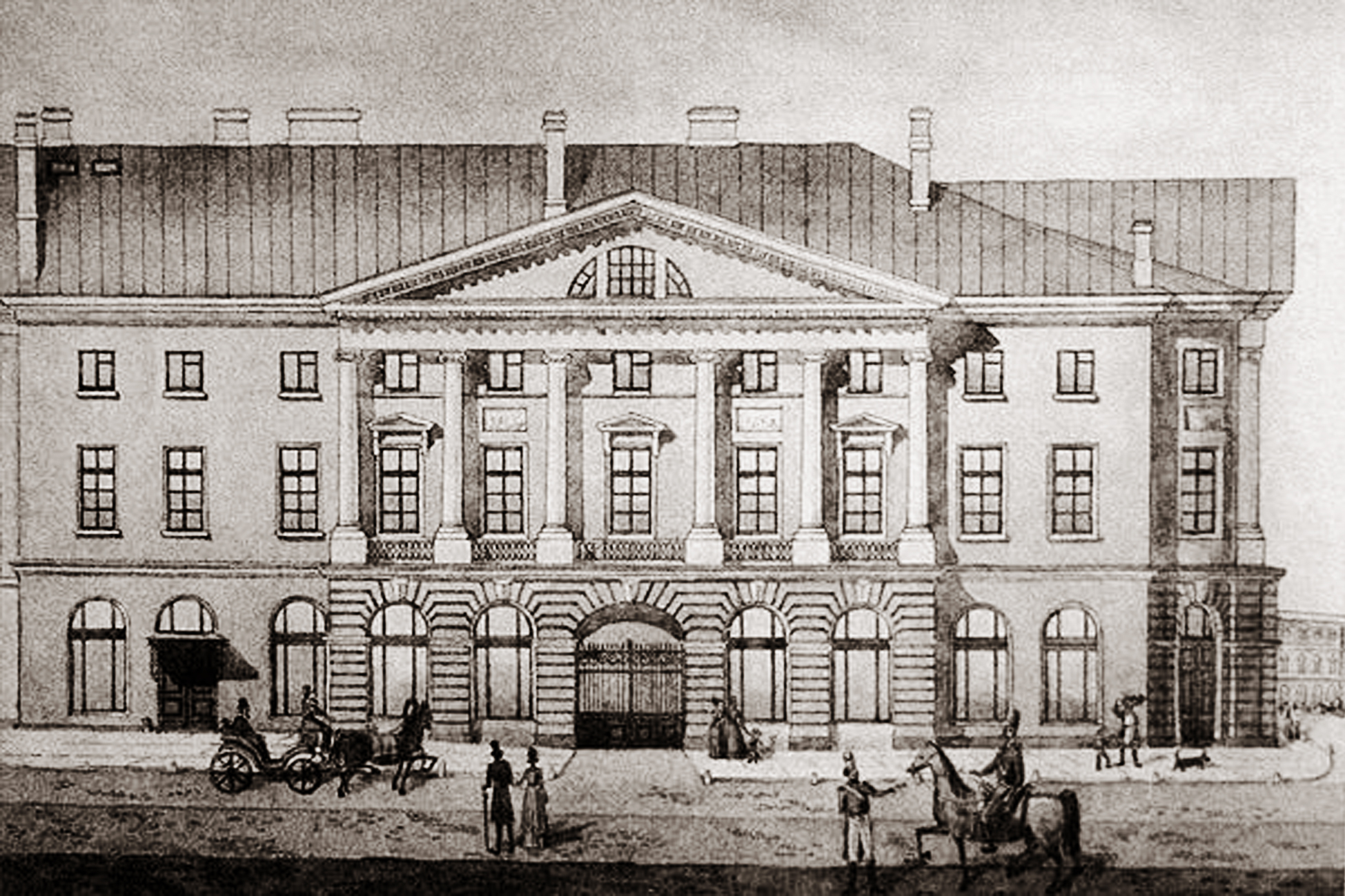
Dom z czterema kolumnadami w Sankt Petersburgu, praca nieznanego malarza (lata 20 XIX w.)
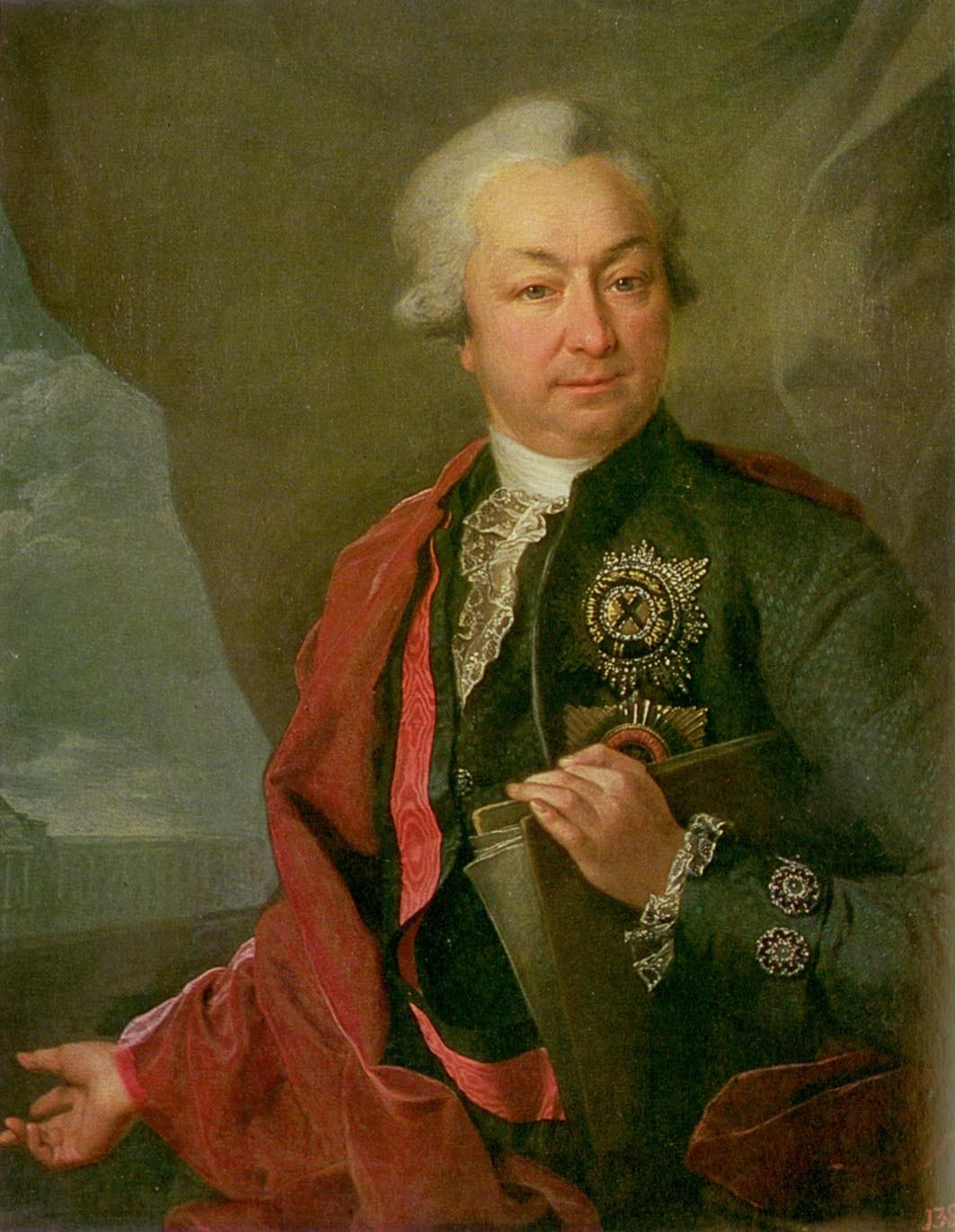
Portret Iwana Szuwałowa autorstwa Dmitrija Lewickiego, olej na płótnie (przełom lat 80 i 90 XVIII w.)

## Ordery i odznaczenia
Był wielokrotnie odznaczany oznaczeniami państwowymi: Orderem św. Aleksandra Newskiego (1751), Orderem Świętej Anny (1752), Orderem Orła Białego (1754), Orderem Świętego Stanisłwa (1787), Orderem św. Andrzeja (1782), św. Włodzimierza.

## Upamiętnienie

### Pałac Szuwałowa
Najbardziej widocznym przejawem materialnego dziedzictwa związanego z życiem Iwana Szuwałowa jest pałac jego imienia, położony w Petersburgu przy skrzyżowaniu ulicy Włoskiej i Małej Sadowej. Na zlecenie Iwana Szuwałowa gmach został gruntownie przebudowany w latach 1753–1755 pod kierunkiem architekta Sawwy Czewakińskiego. Wcześniej miejsce to zajmowała m.in. posiadłość księżnej Praskowii – córki cara Iwana V Romanowa i Praskowii Sałtykowej. Iwan Szuwałow nie wznosił rezydencji od zera – postanowił gruntownie przebudować budynek. Prace zostały zakończone w 1755 r. Pałac stanowił pierwszą (tymczasową) siedzibę Akademii Sztuk Pięknych. W latach 1802–1917 mieściła się w nim siedziba Ministerstwa Sprawiedliwości Imperium Rosyjskiego. Od 21 lutego 2019 r. mieści się w nim Muzeum Higieny.

### Pomnik Iwana Szuwałowa w Petersburgu
Wykonany z brązu pomnik Iwana Szuwałowa w Petersburgu został odsłonięty 29 maja 2003 r. na dziedzińcu Akademii Sztuk Pięknych (Nabrzeże Uniwersyteckie 17) Jego autorem jest Zurab Cereteli, którego w pracach wspierali architekci – Oleg Andriejewicz Charczenko i Wadim Spiridinow. Kompozycja przedstawia siedzącego na półokrągłej ławce mecenasa kultury i sztuki, który w prawej ręce dzierży dekret o utworzeniu Uniwersytetu Moskiewskiego. Wysokość postaci wynosi 3 metry, wysokość cokołu w formie okręgu – 70 cm, a jego średnica – 6 metrów. U stóp Szuwałowa znajduje się rysunek przedstawiający kompleks budynków powstałej w 1757 roku Akademii „trzech sztuk arystokratycznych” – malarstwa, rzeźby i architektury. Dzieło stanowi dar Cereteliego dla Akademii i miasta Petersburga z okazji 300. rocznicy jego powstania.

### Pomnik Iwana Szuwałowa w Moskwie
Odlany z brązu, ważący 20 ton pomnik Iwana Szuwałowa w Moskwie znajduje się w bezpośrednim sąsiedztwie budynku biblioteki Moskiewskiego Uniwersytetu Państwowego, przy prospekcie Łomonosowa. Monument autorstwa gruzińskiego rzeźbiarza a jednocześnie przewodniczącego Rosyjskiej Akademii Sztuk Pięknych Zuraba Cereteliego (ur. 1934 r.) został podarowany uczelni z okazji 250. rocznicy jej powstania. Przedstawia siedzącego na półokrągłej ławce hrabiego, który w prawej ręce dzierży dekret o utworzeniu Uniwersytetu Moskiewskiego. Wysokość rzeźby wraz z cokołem wynosi 4 metry, a średnica – 10 metrów. Pomnik został przenesiony na miejsce 6 września 2004 r., a jego uroczyste odsłonięcie odbyło się 25 stycznia 2005 r., w dzień otwarcia nowego gmachu biblioteki uniwersyteckiej.

### Ulica Iwana Szuwałowa w Moskwie
Położona w rejonie Ramienki w zachodnim okręgu administracyjnym Moskwy. Początki ulicy sięgają 2003 r.; są związane z rozbudową mikrorejonów Ramienok i Szuwałowskiego. Pierwotnie był to ślepy zaułek. Pod koniec 2007 r. zbudowano ulicę Swietłanowa, która połączyła ją z prospektem Łomonosowskim. 18 stycznia 2005 r. nazwana na cześć jednego z założycieli Moskiewskiego Uniwersytetu Państwowego. Wcześniej ulica nosiła tymczasową nazwę Projektowany przejazd nr 939 (ros. Проектируемый проезд № 939).

### Szkoła Szuwałowska nr 1448 w Moskwie
Państwowa Budżetowa Instytucja Edukacyjna Miasta Moskwy „Szkoła Szuwałowska nr 1448” – otwarta 1 września 2005 r. placówka oświatowa, położona w zachodnim okręgu administracyjnym Moskwy, w ramach której funkcjonuje przedszkole, gimnazjum i liceum.